# Riu Gambila
El riu Gambila (o Tochi) és un riu de la província de la Frontera del Nord-oest, Pakistan, al districte de Bannu. Neix al Waziristan del Nord en territori poblat pels mangals, i corre a l'est per la vall de Dawar entrant al districte de Bannu. Desaigua al Kuram a uns 5 km després de Lakki. És conegut com a Tochi en la part inicial del seu trajecte però Gambila en la resta. El seu curs és d'uns 200 km.
Afluents destacats són el Lohra i el canal de Kachkot. Generalment porta aigua però un de cada sis anys es queda sec després de l'època de pluja.